# مارك غوستافسون
مارك غوستافسون (بالإنجليزية: Mark Gustavson)‏ هو ملحن أمريكي، ولد في 19 سبتمبر 1959 في بروكلين في الولايات المتحدة.

## Accolades
فاز بجائزة أفضل فيلم رسوم متحركة في حفل توزيع جوائز الأوسكار الخامس والتسعين لإخراجه المشترك لفيلم بينوكيو، حيث تقاسم الجائزة مع جييرمو ديل تورو (المخرج الرئيسي)، جاري أونجار، وأليكس بولكلي .
1. ↑  Lang, Jamie (13 Mar 2023). "2023 Academy Awards: 'Guillermo Del Toro's Pinocchio,' 'The Boy, The Mole, The Fox, And The Horse,' 'Avatar' Win Oscars". Cartoon Brew (بالإنجليزية الأمريكية). Retrieved 2023-03-17.